# عمارة البرج
عمارة البرج برج بطول 91 متر، وتقع في عمان، عاصمة الأردن. تصنفها الحكومة الأردنية كـ «بناية تاريخية.»

## البناء
في بداية السبعينات استثمرت الحكومة الاردنية في العقارات، وبنت عمارتين شكلتا معلمين مهمين من معالم مدينة عمان،هما عمارة البرج في جبل عمان وعمارة الشابسوغ في وسط البلد . لاحقا اصبحت العمارتان جزء  الذاكرة الاردنية ولها حالة خاصة وفريدة من البناء الذي يرتفع الى اثنين وعشرين طابقا،في وقت كانت المباني في عمان لا ترتفع سوى بطابقين او ثلاثة طوابق.

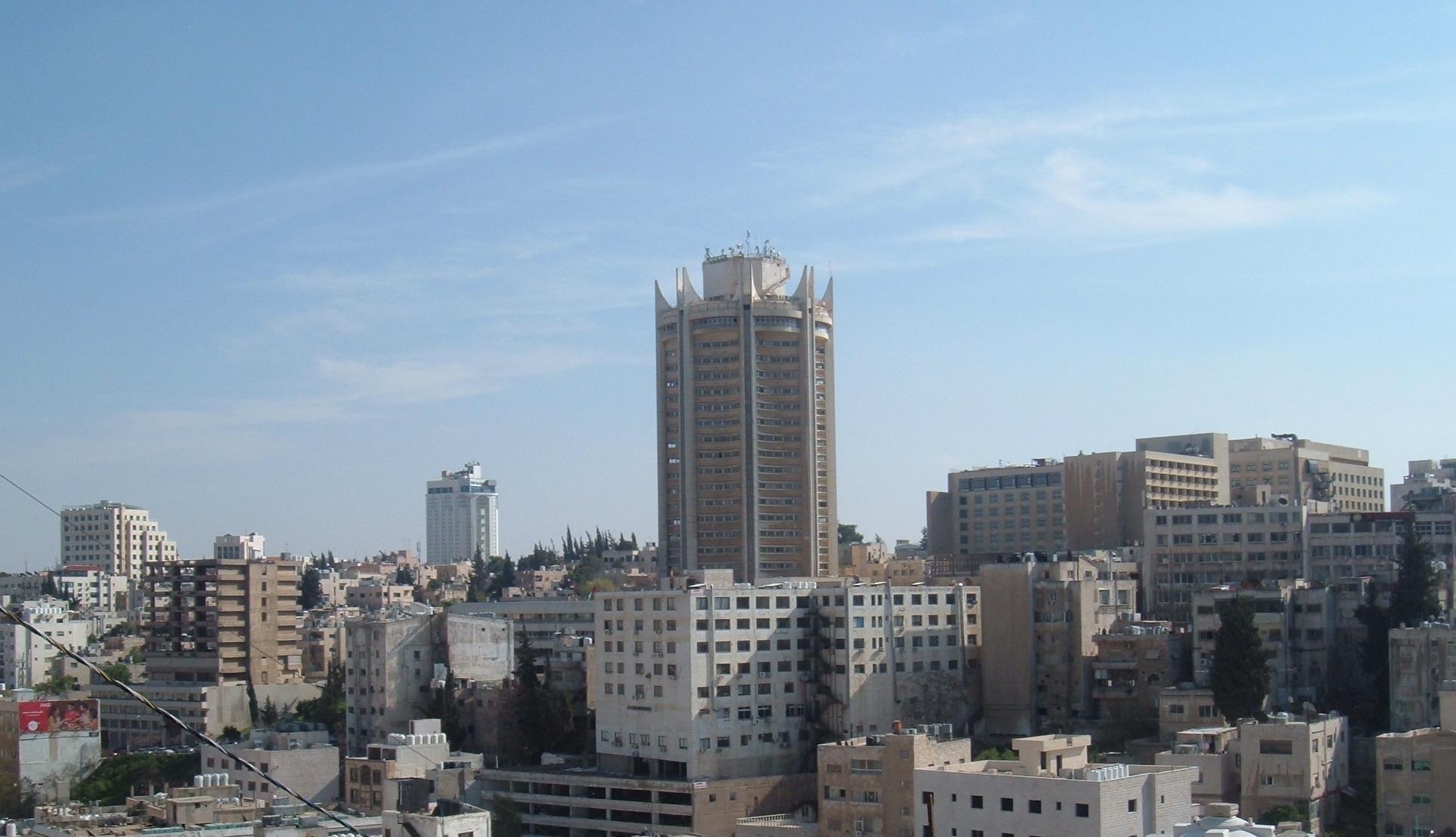
عمارة البرج من بعيد

## انظر ايضاً
- قائمة أطول المباني في مدينة عمان